# Antonio Enrique Lussón Batlle
Antonio Enrique Lussón Batlle (Santiago de Cuba, 5 de fevereiro de 1930 - Havana, 20 de setembro de 2022) foi um militar e político cubano. Comandante na Revolução cubana, General de Divisão das FAR e dirigente. Recebeu o título honorífico de Herói da República de Cuba em 2001.

## Biografia

### Vida pregressa
Antonio Enrique Lussón Batlle nasceu em 5 de fevereiro de 1930 na cidade de Santiago de Cuba, atual Província de Santiago de Cuba, em Cuba. Foi o mais velho dos filhos do matrimônio entre o camponês Antonio Lussón Laforcade, natural de Alto Songo, e a santiaguera Aurora Batlle Escrich, de onde nasceram dez filhos; seis mulheres e quatro homens. O seu pai era trabalhador da Companhia Eléctrica e herdou de um padrinho a quinta La Aurora nos arredores de La Testa, com seis caballerias de terreno, perto de um lugar conhecido como Dulce Nombre. A fazenda recebeu o nome de sua mãe, Aurora Batlle Escrich.
Antonio Enrique estudou parte do ensino médio no Colégio católico La Salle. Como sua família era de origem camponesa humilde, a situação econômica de seus pais não sustentava sua educação e ele teve que voltar para a fazenda onde começou a trabalhar cuidando do que quer que fosse e ordenhando 25 vacas por dia.

### Revolução Cubana
Em sua primeira juventude, militou no Partido Ortodoxo e opôs-se ao Golpe de Estado do 10 de março de 1952.
Uniu-se ao Exército Rebelde na Serra Maestra em 1957 na Coluna 9 "José Tey" comandada por René Ramos Latour. Por demonstrar coragem em cada ação, foi promovido ao posto de Capitão. Em abril de 1958, ele se juntou à II Frente Oriental "Frank País", encabeçada pelo então comandante Raúl Castro. Por sua destacada participação no combate, disciplina, espírito de sacrifício e coragem, em 3 de agosto de 1958, ele foi promovido ao posto de Comandante do Exército Rebelde e nomeado comandante da Coluna 17 "Abel Santamaría".
Com a vitória das forças rebeldes, a coluna sob seu comando foi designada como escolta da Caravana da Vitória, liderada pelo Comandante-em-Chefe Fidel Castro, em sua deslocação para a capital, Havana.

### Carreira militar
Depois do triunfo da Revolução cubana, em janeiro de 1959, ocupou vários cargos, tanto militares como civis. Nas FAR desempenhou diversas responsabilidades, entre as quais se destacam: segundo chefe do Campo Militar de Manágua, chefe da Secção de Operações do Exército Ocidental, chefe da Direcção de Operações do Estado-Maior General, chefe do Corpo Independente do West, segundo chefe do Órgão de Inspeção das FAR, e entre 2000 e 2008, chefe do Quartel-General das Tropas Especiais das FAR. O cargo civil mais importante foi o de Ministro do Transporte, entre 1970 e 1980.
Passou por escolas militares. Após Girón enviaram-lhe ao Primeiro Curso de Oficiais em Matanzas, ao concluir o mesmo foi professor de tática e foi um dos principais chefes das Tropas LCB contra os guerrilheiros anticomunistas na Serra do Escambray. Na invasão da Baía dos Porcos, em 1961, foi comandante do 180º Batalhão das Milícias Nacionais Revolucionárias (MNR). Depois passou para a Escola Superior de Guerra. Por seus méritos militares, foi promovido a General de Divisão das FAR. Lussón cumpriu sua primeira missão militar internacionalista na Guerra de Angola, a partir de 1982 e durante seis anos e meio, sendo o primeiro chefe e fundador da “Frente Olivo” ou Tropas Anti-guerrilheiras no confronto contra a UNITA. 

### Fim da vida
Em seu regresso a Cuba, já no final de 1988, resultou designado Chefe das Tropas Especiais do MINFAR. Em 2001, foi condecorado com a medalha de Herói da República de Cuba em 2001. Posteriormente, foi Vice-presidente do Conselho de Ministros entre os anos 2010 até 20 de novembro de 2015 e também foi eleito Deputado na Assembleia Nacional do Poder Popular.
Faleceu em Havana em 21 de setembro de 2022 aos 92 anos. Em sua conta no Twitter, o presidente de Cuba, Miguel Díaz-Canel, escreveu:
“Lamentamos profundamente a morte do General-de-divisão Antonio Enrique Lussón Batlle, um homem com um histórico impressionante de serviço dedicado à Revolução, um Herói de Cuba. Nossas mais profundas condolências à sua família e amigos.”
O Gal. Antonio Enrique Lussón Batlle foi velado no Panteão dos Veteranos da Necrópole de Colón, em Havana. O General de Exército Raúl Castro apresentou condolências aos familiares presentes e logo em seguida, prestou homenagem ao companheiro diante da urna cinerária.